# Nancy Guild
Nancy Guild (Los Angeles, 11 ottobre 1925 – East Hampton, 16 agosto 1999) è stata un'attrice statunitense, attiva dal 1946 al 1971.

## Carriera cinematografica
Giovane matricola dell'Università dell'Arizona, fu notata da un fotografo della rivista Life. Dopo avere posato per un servizio fotografico venne contattata da cinque diversi studi hollywoodiani, tra i quali la 20th Century Fox con la quale, nel 1946, firmò un contratto di sette anni.
La major americana la impiegò subito nel film Il bandito senza nome (1946), nel quale la giovane aveva già un ruolo da protagonista a fianco di John Hodiak. La produzione inventò per l'occasione lo slogan «Guild rhymes with wild!» («Guild fa rima con selvaggia»).
L'anno dopo Nancy Guild apparve a fianco di George Montgomery nel poliziesco La moneta insanguinata (1947), tratto da un romanzo di Raymond Chandler. Nello stesso anno, dopo una breve relazione col produttore Edward Lasker, sposò il compositore Chuck Russell, con il quale l'anno seguente apparve nel musical di Dan Dailey Give My Regards to Broadway (1948).
Rescisso il contratto con la Fox, Nancy Guild interpretò il film Cagliostro (1949), a fianco di Orson Welles, e successivamente passò alla Universal dove apparve in Gianni e Pinotto contro l'uomo invisibile (1951) e in un film della serie Francis, il mulo parlante dal titolo Francis contro la camorra (1953).
Dopo il divorzio nel 1950 da Chuck Russell, l'anno seguente sposò il famoso impresario di Broadway Ernest H. Martin che, negli anni seguenti, avrebbe vinto per tre volte il Tony Award per Bulli e pupe (1951), The Sound of Music (1960) e A Funny Thing Happened on the Way to the Forum (1962). Negli anni successivi al suo secondo matrimonio, l'attrice si limiterà a qualche sporadica partecipazione a trasmissioni televisive, prima del ritiro nel 1955. Solo nel 1971 tornerà per un'ultima interpretazione cinematografica nel film Ma che razza di amici!, di Otto Preminger.

## Vita privata
Il matrimonio con Ernest H. Martin, durato 25 anni, si concluse con il divorzio nel 1975. Nel 1978 Nancy Guild sposò il fotoreporter John Bryson, dal quale divorziò nel 1995.
Dal primo matrimonio con Chuck Russell l'attrice ebbe la figlia Elizabeth Anne (1949), dal secondo con Ernest H. Martin le due figlie Cecilia e Polly.
Nancy Guild morì a East Hampton (New York) il 16 agosto 1999 per un enfisema, all'età di 73 anni.

## Filmografia

### Cinema
- Il bandito senza nome (Somewhere in the Night), regia di Joseph L. Mankiewicz (1946)
- La moneta insanguinata (The Brasher Doubloon), regia di John Brahm (1947)
- Give My Regards to Broadway, regia di Lloyd Bacon (1948)
- Cagliostro (Black Magic), regia di Gregory Ratoff (1949)
- Gianni e Pinotto contro l'uomo invisibile (Bud Abbott and Lou Costello Meet the Invisible Man), regia di Charles Lamont (1951)
- La danza proibita (Little Egypt), regia di Frederick de Cordova (1951)
- Francis contro la camorra (Francis Covers the Big Town), regia di Arthur Lubin (1953)
- Ma che razza di amici! (Such Good Friends), regia di Otto Preminger (1971)

### Televisione
- The Ford Television Theatre – serie TV, 1 episodio (1953)
- Lux Video Theatre – serie TV, 3 episodi (1952-1953)
- Justice – serie TV, 2 episodi (1954)

## Doppiatrici italiane
- Andreina Pagnani in Il bandito senza nome
- Anna Proclemer in La moneta insanguinata
- Dhia Cristiani in Gianni e Pinotto contro l'uomo invisibile